# 福島運輸支局
福島運輸支局（ふくしまうんゆしきょく）は国土交通省の地方支分部局である運輸支局のひとつ。東北運輸局管内。

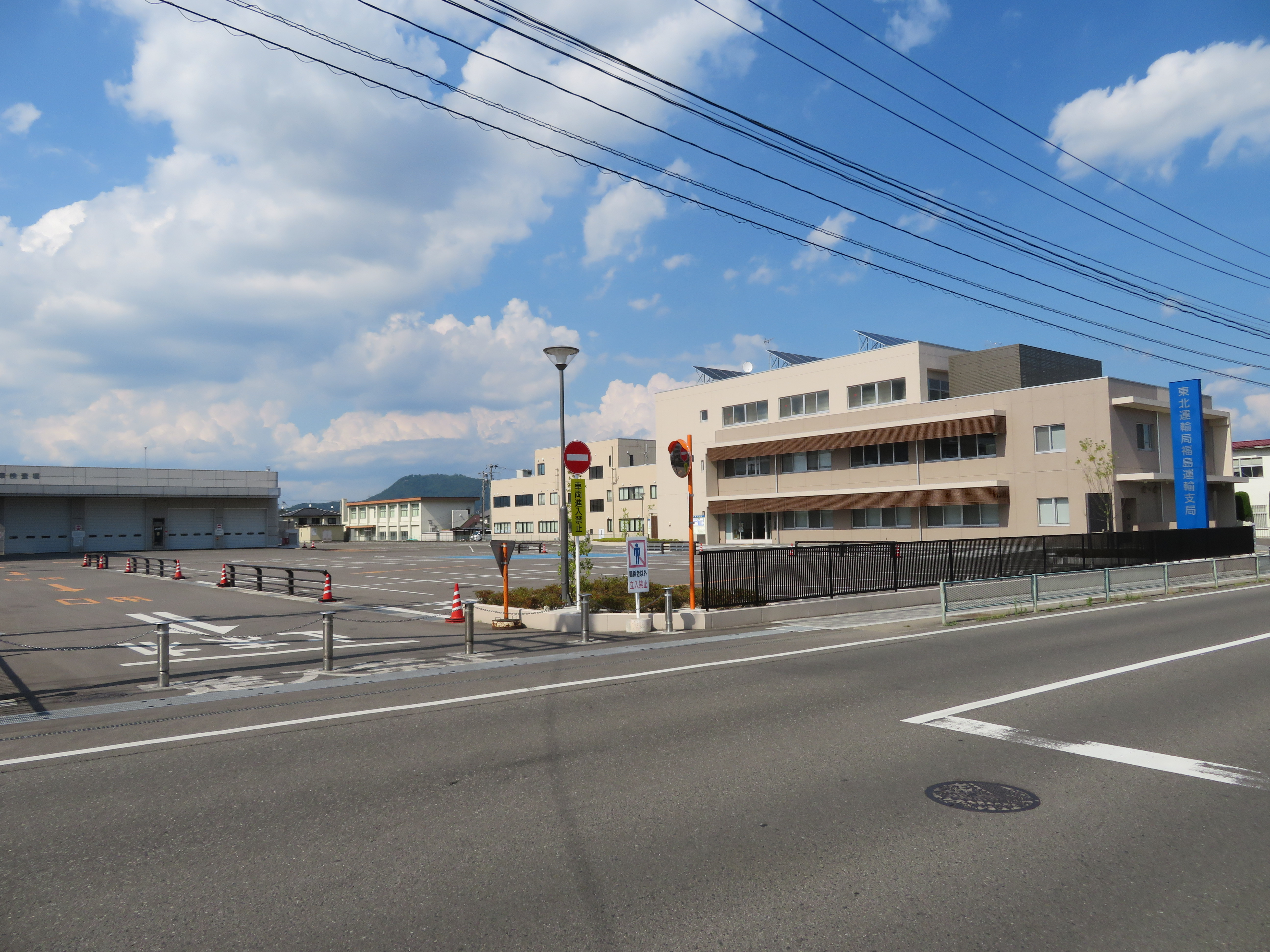
福島運輸支局本庁舎

陸運部門と海事部門が別庁舎となっており、陸運部門は1か所の出先機関を持つ。

## 所在地
- 本庁舎（陸運部門） - 福島県福島市吉倉字吉田54
  - いわき自動車検査登録事務所 - 福島県いわき市内郷綴町字舟場1-135
- 小名浜庁舎（海事部門） - 福島県いわき市小名浜字辰巳町38-3

## 管轄区域

### 陸運部門
- 福島運輸支局本庁舎 - 福島県中通り北部と中部・南部のおおむね阿武隈川より西側（福島市・郡山市・白河市・須賀川市・二本松市・田村市・伊達市・本宮市・伊達郡・安達郡・岩瀬郡・西白河郡・田村郡三春町）、会津（会津若松市・喜多方市・南会津郡・耶麻郡・河沼郡・大沼郡）および浜通り北部（南相馬市・相馬市・相馬郡）
  - 交付ナンバープレートは「福島」ナンバーになる。ただし会津若松市・喜多方市・南会津郡・耶麻郡・河沼郡・大沼郡は「会津」ナンバー、郡山市は「郡山」ナンバー、白河市、西白河郡は「白河」ナンバーのご当地ナンバーになる。
- いわき自動車検査登録事務所 - 福島県浜通り南部（いわき市・双葉郡）および中通り中部・南部のおおむね阿武隈川より東側（田村郡小野町・石川郡・東白川郡）
  - 交付ナンバープレートは「いわき」になる。

### 海事部門
- 福島運輸支局小名浜庁舎 - 福島県沖全域

## 沿革
- 1949年 - 運輸省福島県陸運事務所として発足。
- 1955年 - 「福島」ナンバーの交付開始。
- 1979年 - 福島県陸運事務所いわき支所を開設、「いわき」ナンバーの交付開始。
- 1985年 - 福島陸運支局に改組。
- 2002年 - 福島陸運支局（福島市）と福島海運支局（いわき市）が統合され、福島運輸支局となる。本庁舎は旧陸運支局に置き、旧海運支局は小名浜庁舎となった。
- 2005年 - 田村市の発足に伴い、旧滝根町・大越町・都路村をいわき自動車検査登録事務所管内から福島運輸支局本庁舎管内に変更する。
- 2006年 - 福島運輸支局本庁舎管内でご当地ナンバー「会津」の交付開始。
- 2014年 - 福島運輸支局本庁舎管内でご当地ナンバー「郡山」の交付開始。
- 2020年 - 福島運輸支局本庁舎管内でご当地ナンバー「白河」の交付開始。

## 備考
- 「いわき」ナンバーは平仮名表記のナンバープレート第1号である。現在は他に「なにわ」ナンバーおよび「とちぎ」ナンバー、ご当地ナンバーの「つくば」ナンバーが存在する。

## 福島運輸支局停留所
当施設の面する福島市道南町佐倉下線上に設置されている福島交通のバス停留所である。上り側（2番ポール）は屋根が設けられている。一般的な路上に設置されたバス停であるが、一般路線バスのほかに福島市から南に向かう高速バスも停車する。

### 路線
一般路線バス
- 佐原
- 佐原経由四季の里
- 土湯温泉
- 南東北病院経由土湯温泉
- 第二日東
- 荒井
- 福島駅東口（上記路線折り返し便）

高速バス
- 福島 - いわき線（新常磐交通共同運航）
- 仙台空港 - 福島 - 会津若松線（会津乗合自動車共同運航）